# George R. Nelson
George R. Nelson (* 27. Mai 1927; † 25. August 1992 in Los Angeles, Kalifornien) war ein US-amerikanischer Szenenbildner, der sowohl den Oscar für das beste Szenenbild als auch einen Emmy erhielt.

## Biografie
Nelson begann Mitte der 1950er Jahre als Szenenbildner bei Fernsehserien wie Climax! und Dr. Kildare, ehe er Mitte der 1960er Jahre verstärkt auch die Szenenbilder für Filme wie Die Reifeprüfung (1967) entwarf. Daneben arbeitete er jedoch weiterhin für Fernsehserien und war zuletzt von 1972 bis 1973 verantwortlich für das Szenenbild in Die Straßen von San Francisco. 
Bei der Oscarverleihung 1975 erhielt er zusammen Dean Tavoularis und Angelo P. Graham den Oscar für das beste Szenenbild in Der Pate – Teil II (1974). Zusammen mit Tavoularis und Graham war er 1979 und 1980 für diesen Oscar nominiert und zwar zuerst für Das große Dings bei Brinks (1978) und dann für Apocalypse Now (1979). Zuletzt war er für den Oscar für das beste Szenenbild bei der Oscarverleihung 1984 gemeinsam mit Geoffrey Kirkland, Richard Lawrence, W. Stewart Campbell, Peter R. Romero und Jim Poynter nominiert für den Film Der Stoff, aus dem die Helden sind (1983).
Nelson, der an die Szenenbilder für 66 Filme und Fernsehserien gestaltete, war anschließend auch wieder bei Fernsehproduktionen tätig und gewann 1984 zusammen mit James Hulsey einen Emmy für herausragende Artdirection in dem von der American Broadcasting Company (ABC) produzierten Endstation Sehnsucht (1984). Der letzte Film, an dem er mitarbeitete, war Die wahren Bosse – Ein teuflisches Imperium (1991).